# Галецкий, Тадеуш Францевич
Тадеуш Францевич Галецкий (пол. Tadeusz Galecki; 1890, Люблин, Люблинская губерния — 27 сентября 1937, Коммунарка) — российский и советский офицер, майор РККА, участник Первой мировой и Гражданской войн, лётчик, инструктор.

## Биография
Тадеуш Галецкий родился в 1890 году в городе Люблине Люблинского уезда Люблинской губернии Варшавского генерал-губернаторства Российской империи, ныне город — административный центр Люблинского воеводства Республики Польша. Поляк.
Служил в русской императорской армии. С января 1914 года проходил подготовку в Авиационном отделе Офицерской воздухоплавательной школы на аэронавта (лётчика) императорского военно-воздушного флота, в марте 1914 года окончил моторно-авиационный класс Теоретических авиационных курсов при Петроградском политехническом институте императора Петра Великого.
С мая 1915 года обучался лётному делу в Гатчинской Военной авиационной школе, 28 июля 1915 года назначен помощником инструктора, 16 августа 1915 года сдал экзамен на звание лётчика и был назначен инструктором Отдела Гатчинской школы в Петрограде. Участвовал в Первой мировой войне в качестве лётчика. В ноябре 1917 года произведен в прапорщики инженерных войск.
1 апреля 1918 года Гатчинская школа получила название «Социалистическая авиашкола рабоче-крестьянского красного воздушного флота». В связи с угрозой немецкого наступления на Петроград было принято решение об эвакуации школы в Самару. В 1918 года в составе школы перешёл в Народную армию КОМУЧа. Служил инструктором Военной авиационной школы Народной Армии, которая в конце 1918 года эвакуирована в Курган. Инструктор Курганской военно-авиационной школы.
В феврале-июле 1919 года — как военный лётчик участвовал в сражениях на фронте с красными. Приказом Верховного Правителя и Верховного Главнокомандующего адмирала Колчака от 14 июня 1919 года произведен из прапорщиков в подпоручики инженерных войск со старшинством с 3 мая 1919 года. С 26 сентября 1919 года — и. д. командира 2-го Сибирского авиаотряда. Частями Рабоче-крестьянской Красной Армии взят в плен в Омске и назначен на авиакурсы комсостава.
В 1920—1923 гг. был начальником лётной части 1-й Зарайской лётной школы.
В апреле 1938 года проживал по адресу: Московская область, станция Лосиноостровская Ярославской железной дороги, Раевский пер., д. 3
30 апреля 1938 года арестован старший инспектор Управления авиации ОСОАВИАХИМа майор Тадеуш Францевич Галецкий, беспартийный. Обвинён в участии в военно-фашистском заговоре и приговорён Военной коллегией Верховного суда СССР к смертной казни. Расстрелян и похоронен 27 сентября 1938 года на полигоне Коммунарка Коммунарского сельсовета Ленинского района Московской области, ныне мемориальное кладбище находится в Поселении Сосенское Новомосковского административного округа города Москвы.
Реабилитирован Военной коллегией Верховного суда СССР 28 мая 1957 года.